# Valerianella echinata
Valerianella echinata é uma espécie de planta com flor pertencente à família Valerianaceae. 
A autoridade científica da espécie é (L.) DC., tendo sido publicada em Fl. Franç. ed. 3 4: 242 (1805).

## Portugal
Trata-se de uma espécie presente no território português, nomeadamente em Portugal Continental.
Em termos de naturalidade é nativa da região atrás indicada.

## Protecção
Não se encontra protegida por legislação portuguesa ou da Comunidade Europeia.